# When the Children Cry
"When the Children Cry" là một bài hát power ballad do ban nhạc rock White Lion trình diễn trong album Pride ghi âm năm 1987. Đĩa single bài này đạt đến vị trí thứ 3 trong danh sách Billboard Hot 100 tại Hoa Kỳ, thứ 53 tại Canada, thứ 88 tại Anh Quốc trong năm 1989. Đây cũng là một bài hát thuộc thể loại rock ballad rất phổ biến tại Việt Nam trong thập niên 1990. Năm 2003 khi chiến tranh Iraq mới nổ ra nó đã được ban nhạc Seventh Day Slumber chơi lại. Năm 2007 T Beats UK hòa lại bài này theo phong cách hip hop nhưng sử dụng lại đoạn đầu của bài gốc. 

## Thứ tự bài trong album
1. "Hungry" – 3:55
2. "Lonely Nights" – 4:11
3. "Don't Give Up" – 3:15
4. "Sweet Little Loving" – 4:02
5. "Lady Of The Valley" – 6:35
6. "Wait" – 4:00
7. "All You Need is Rock 'N' Roll" – 5:14
8. "Tell Me" – 4:28
9. "All Join Our Hands" – 4:11
10. "When the Children Cry" – 4:18

## Thông tin
- Mike Tramp – Ca sĩ chính
- Vito Bratta – Guitar chính
- James Lomenzo – Guitar bass
- Greg D'Angelo – Trống